# Geosynchronous Satellite Launch Vehicle Mk III
Geosynchronous Satellite Launch Vehicle Mk III (GSLV-III) (hindi: भूस्थिर उपग्रह प्रक्षेपण यान एमके-३), är en indisk raket. Raketen gör Indien oberoende av andra länder även vid uppskjutning av tyngre laster. Första uppskjutningen gjordes den 18 december 2014.
Planer finns att använda raketen i Indiens kommande bemannade rymdflygningar.

## Steg 1
Raketens första steg består av två raketer som kallas S-200 och drivs av fast bränsle. Dessa är monterade på varsin sida av raketens andra steg.

## Steg 2
Raketens andra steg kallas L-110 och består av ett raketsteg med två motorer av modellen Vikas, dessa drivs av flytande bränsle.

## Steg 3
Raketens tredje steg kallas C-25 och består av ett raketsteg med en CE-20 raketmotor som drivs av flytande bränsle.

## Uppskjutningar
| Datum (UTC)               | Nyttolast     | Omloppsbana | Utförande |
| ------------------------- | ------------- | ----------- | --------- |
| 18 december 2014, 04:00   | CARE          | Kastbana    | Lyckad    |
| 5 juni 2017, 11:58        | GSAT-19       | GTO         | Lyckad    |
| 14 november 2018, 11:38   | GSAT-29       | GTO         | Lyckad    |
| 22 juli 2019, 09:13       | Chandrayaan-2 |             | Lyckad    |
| 22 oktober 2022, 18:37:40 | OneWeb x36    | LEO         | Lyckad    |
| 26 mars 2023, 03:30       | OneWeb x36    | LEO         | Lyckad    |
| 14 juli 2023, 09:05       | Chandrayaan-3 |             | Lyckad    |

## Planerade uppskjutningar
| Datum | Nyttolast    |
| ----- | ------------ |
| 2024  | Shukrayaan-1 |
| 2024  | Mangalyaan-2 |